# Dave Mitchell
David Stuart Mitchell (ur. 13 czerwca 1962 w Glasgow) – australijski piłkarz występujący na pozycji napastnika. Trener piłkarski.

## Kariera klubowa
Mitchell karierę rozpoczynał w 1980 roku w zespole Adelaide City. W 1983 roku przeszedł do szkockiego Rangers. W 1984 roku, a także w 1985 roku zdobył z nim Puchar Ligi Szkockiej. W 1985 roku odszedł również do drużyny z Hongkongu, Seiko. W tym samym roku wrócił do Europy, zostając graczem niemieckiego Eintrachtu Frankfurt. W Bundeslidze zadebiutował 5 kwietnia 1986 w przegranym 1:2 meczu ze Stuttgartem. 9 sierpnia 1986 w wygranym 5:0 pojedynku z Fortuną Düsseldorf strzelił pierwszego gola w Bundeslidze. W Eintrachcie Mitchell występował do końca sezonu 1986/1987.
Następnie przeszedł do holenderskiego Feyenoordu. Przez półtora roku rozegrał tam 40 spotkań i zdobył 12 bramek. W 1989 roku przeniósł się do angielskiej Chelsea z Division Two. W tym samym roku awansował z zespołem do Division One. W sezonie 1989/1990 był wypożyczony do holenderskiego NEC Nijmegen, a w sezonie do Newcastle United (Division Two).
W 1991 roku Mitchell został graczem zespołu Swindon Town. z Divison Two, gdzie spędził dwa lata. Następnie występował w tureckim Altay, angielskim Millwall, malezyjskim Selangorze, z którym w 1995 roku zdobył Puchar Malezji, a także w australijskich Sydney Olympic i Sydney United.

## Kariera reprezentacyjna
W latach 1981–1993 w reprezentacji Australii Mitchell rozegrał 27 spotkań i zdobył 11 bramek. W 1988 roku znalazł się w kadrze na Letnie Igrzyska Olimpijskie, które Australia zakończyła na ćwierćfinale.

## Kariera trenerska
Jako trener Mitchell prowadził zespoły Sydney Olympic, Sydney United (oba jako grający trener), Parramatta Power, Perth Glory oraz malezyjskie drużyny Sarawak i Kedah.

## Źródła
- Dave Mitchell w bazie National Football Teams (ang.)